# Antigua
Antigua – wyspa położona na Karaibach, w archipelagu Małych Antyli, należąca do Wysp Nawietrznych. Wchodzi w skład państwa Antigua i Barbuda. Zajmuje powierzchnię 280 km². Na wyspie położona jest stolica kraju, Saint John’s.

## Etymologia
Słowo antiguo pochodzi z języka hiszpańskiego i oznacza starożytny lub stary. Odkrywca wyspy, Krzysztof Kolumb, nadał jej nazwę od kościoła Santa Maria la Antigua w Sewilli.

## Geografia
Antigua jest największą wyspą wchodzącą w skład państwa Antigua i Barbuda.
Antigua leży na południe od Barbudy, drugiej głównej wyspy państwa.
Administracyjnie wyspa Antigua podzielona jest na 6 okręgów, zwanych tradycyjnie parafiami (ang. parish). Są to Saint George, Saint John, Saint Mary, Saint Paul, Saint Peter oraz Saint Philip.

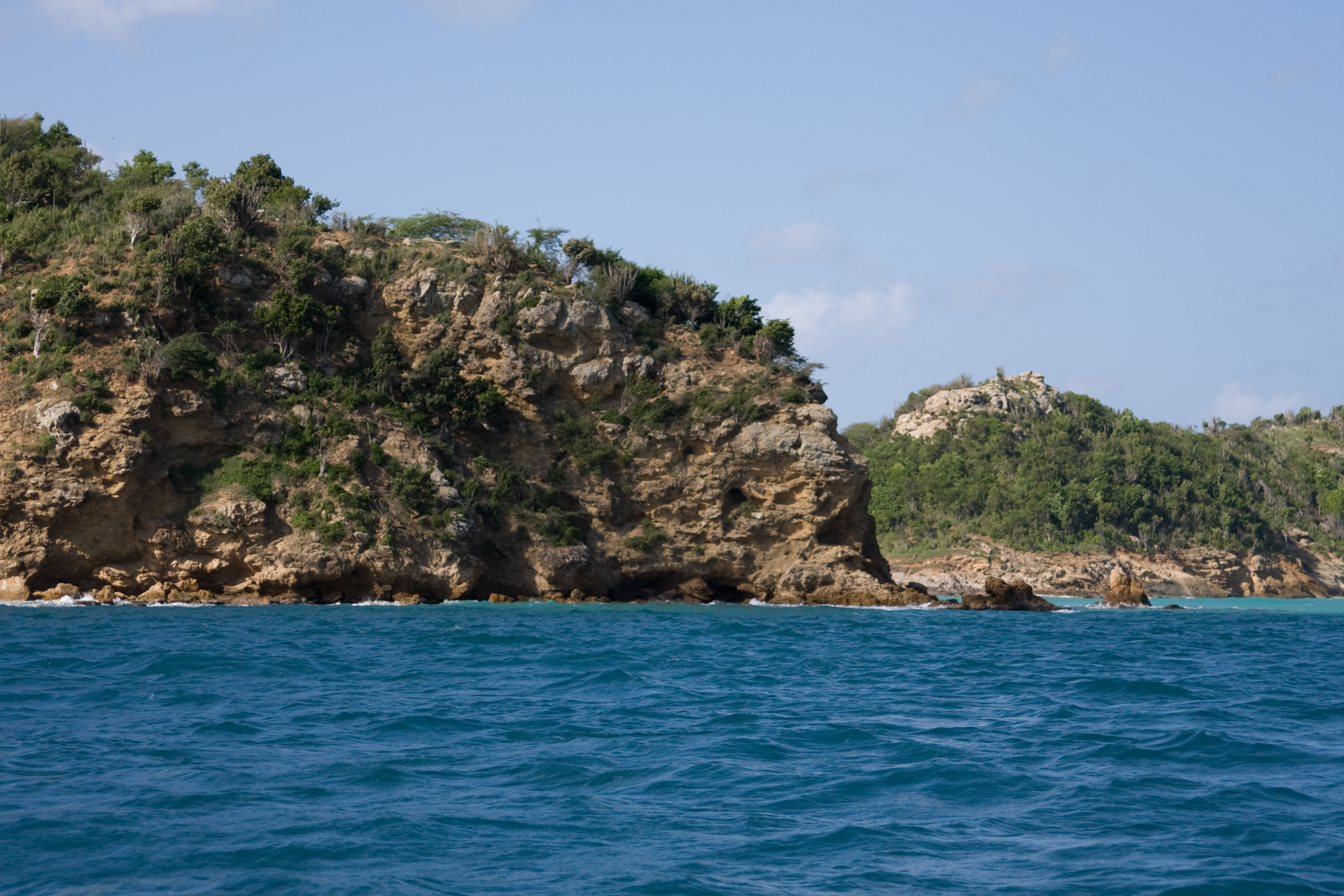
Wybrzeże Antigui w pobliżu miasta Saint John’s

Teren głównie nizinny, wapienny bądź koralowy, z niewielkimi wyższymi obszarami pochodzenia wulkanicznego. Liczne plaże piaszczyste, palmy oraz pola, na których uprawia się ananasy i bawełnę. Najwyższym punktem wyspy jest wzniesienie Mount Obama (do 4 sierpnia 2009 roku – Boggy Peak) o wysokości 402 m n.p.m.
Wybrane miasta wyspy: Bendals, Cedar Grove, Clare Hill, Crosbies, Liberta, Potters Village.

## Historia
Pierwsze osady na wyspie zostały założone przez Sibonejów około 2400 roku p.n.e., a wykonane przez nich kamienne narzędzia zostały znalezione w dziesiątkach miejsc na wyspie. W latach 35–1100 n.e. wyspy zostały zasiedlone przez rolnicze plemię Arawaków, a następnie przez agresywnych Karaibów, którzy opanowali całe Karaiby. Wyspę odkrył w 1493 roku Krzysztof Kolumb podczas jego drugiej wyprawy do Ameryki. Nadał jej nazwę związaną z kościołem Santa Maria la Antigua w Sewilli. Hiszpańskie osadnictwo nie trwało jednak dłużej niż 100 lat, głównie z powodu niedostatku wody pitnej oraz oporu ze strony Karaibów. Dopiero w 1632 roku na wyspie z sukcesem osiedlili się Anglicy, którzy przybyli z Saint Kitts. W 1684 roku na wyspę przybył Christopher Codrington, który rozpoczął zakładanie plantacji trzciny cukrowej na Antigui. W 1967 roku wyspa, wraz z Barbudą i Redondą uzyskały częściową autonomię jako państwo stowarzyszone z Wielką Brytanią, a w 1981 roku uzyskały pełną niezależność ogłaszając niepodległość kraju nazwanego Antigua i Barbuda.